# Astragalus leucophanus
Astragalus leucophanus är en ärtväxtart som beskrevs av Joseph Friedrich Nicolaus Bornmüller. Astragalus leucophanus ingår i släktet vedlar, och familjen ärtväxter. Inga underarter finns listade i Catalogue of Life.